# Margaret Mayall
Margaret Walton Mayall (27 de janeiro de 1902 – dezembro 6, de 1995) foi uma astrônoma Americana.

## Trabalho
Mayall trabalhou sob Annie Jump Cannon como um computador de Harvard. Ela foi diretora da Associação Americana de Observadores da Estrela Variável, de 1949 a 1973. Em 1958, ela ganhou o Prêmio Annie J. Cannon de Astronomia.